# Hessea
Hessea is een geslacht uit de narcisfamilie (Amaryllidaceae). De soorten komen voor van Namibië tot in de Kaapprovincie in Zuid-Afrika.

## Soorten
- Hessea breviflora Herb.
- Hessea cinnamomea (L'Hér.) T.Durand & Schinz
- Hessea incana Snijman
- Hessea mathewsii W.F.Barker
- Hessea monticola Snijman
- Hessea pilosula D.Müll.-Doblies & U.Müll.-Doblies
- Hessea pulcherrima (D.Müll.-Doblies & U.Müll.-Doblies) Snijman
- Hessea pusilla Snijman
- Hessea speciosa Snijman
- Hessea stellaris (Jacq.) Herb.
- Hessea stenosiphon (Snijman) D.Müll.-Doblies & U.Müll.-Doblies
- Hessea tenuipedicellata Snijman
- Hessea undosa Snijman

... · 
Acis · 
Amaryllis · 
Boophone · 
Clivia · 
Crinum (Haaklelie) · 
Galanthus (Sneeuwklokje) · 
Hippeastrum · 
Hymenocallis · 
Leucojum (Narcisklokje) · 
Narcissus (Narcis) · 
Pancratium · 
Scadoxus · 
Sprekelia · 
Sternbergia · 
...